# Chrysocolaptes haematribon
El pito sultán de Luzón (Chrysocolaptes haematribon) es una especie de ave piciforme de la familia Picidae.

## Distribución geográfica
Es endémica de las islas de Luzón, Polillo, Catanduanes y Marinduque (Filipinas).